# Rym męski
Rym męski:
- Pod względem związku z akcentem – rym, któremu towarzyszy akcent oksytoniczny (przypadający na sylabę końcową wyrazu), np.:

Szła z mlekiem w piersi w zielony sad
Aż ją w olszynie zaskoczył gad.
Skrętami dławił, ująwszy wpół
Od stóp do głowy pieścił i truł.
Bolesław Leśmian, Gad (fragment)
- Pod względem przestrzeni rymowej jest to rym, którego przestrzeń rymowa obejmuje zazwyczaj tylko pół sylaby, np.:

drg-ań  –  łk-ań
dlatego jest nazywany również rymem półzgłoskowym.
W wersyfikacji polskiej rym męski występuje o wiele rzadziej niż żeński. Podobnie się dzieje w poezji włoskiej. W wersyfikacji rosyjskiej i niemieckiej oba typy rymów są równouprawnione, a w metryce angielskiej rym męski zdecydowanie dominuje. W wersyfikacji czeskiej rym męski tworzą – jak podaje Jacek Baluch – nie tylko słowa jednosylabowe, ale także akcentowane na sylabie pierwszej wyrazy trójsylabowe. W początkowym fragmencie Siódmej elegii Jiřego Ortena dwa razy słowo jednosylabowe rymuje się z trójsylabowym:

Píši vám, Karino, a nevím, zda jste živa,
zda nejste nyní tam, kde se už netoužívá,
zda zatím neskonal váš nebezpečný věk.
Jste mrtva? Poproste tedy svůj náhrobek,
aby se nadlehčil. Poproste růže, paní,
aby se zavřely. Poproste rozpadání,
aby vám přečetlo list o mém rozpadu.
Smrt mlčí před verši. A já v nich před vás jdu

Używanie, a zwłaszcza nadużywanie rymów męskich w wierszu polskim jest przeważnie ostro krytykowane. Po rym męski sięgali zwłaszcza przedstawiciele Młodej Polski, jak na przykład Kazimierz Przerwa-Tetmajer

Ale gdy słońca zalśni brzask
śniegiem marcowych pór:
niebieskich widzę oczu blask,
jak ostre niebo gór;
dźwięczący, dzwonny słyszę głos,
duszy stalowy pręt,
co w skały bił — to śpiew, to gniew,
to żaru żądzy męt...